# Algebrska krivulja
Algebrska krivulja je v algebrski geometriji algebrska varieteta z razsežnostjo 1. Teorija teh krivulj je bila razvita v 19. stoletju.  
Enostavno se lahko reče, da je krivulja algebrska, kadar se jo lahko v kartezičnih koordinatah opiše kot polinom z realnimi koeficienti. Kadar pa krivulja ni algebrska, se imenuje transcendentna.
Algebrske krivulje se delijo na več skupin. Za vsako skupino je značilna stopnja polinoma, ki opisuje krivuljo. Na ta način se loči:
- krivulje prve stopnje (premica)
- krivulje druge stopnje (stožnice)
- krivulje tretje stopnje (kubične krivulje)
- krivulje četrte stopnje (kvartične)
- krivulje šeste stopnje (sekstične)
- krivulje osme stopnje (oktične)
- krivulje ostalih (višjih) stopenj

Stopnja krivulje je enaka stopnji polinoma. Algebrske krivulje pripadajo enačbam, ki vsebujejo samo algebrske funkcije.
Algebrske krivulje so lahko tudi prostorske krivulje ali celo krivulje v večrazsežnih prostorih. Lahko se jih dobi kot presečišče več kot enega polinoma, ki ima več kot dve spremenljivki. Z eliminacijo spremenljivk s pomočjo rezultante dveh polinomov se jih lahko prevede na ravninsko algebrsko krivuljo.  

## Ravninske algebrske krivulje
Algebrska ravninska krivulja, definirana nad obsegom F je geometrijsko mesto točk v {\displaystyle \mathbb {F} ^{2}\,} določenih z najmanj {\displaystyle n-1\,} neodvisnih polinomov z {\displaystyle n\,} spremenljivkami in s koeficienti {\displaystyle g_{i}(x_{1},\dots ,x_{n})\,} v F, kjer se krivuljo definira tako, da se postavi posamezne koeficiente enake nič {\displaystyle g_{i}=0\,}.

## Projektivne krivulje
Pogosto se želi, da je geometrijsko mesto točk v projektivnem prostoru. V množici enačb {\displaystyle g_{i}=0\,} se lahko nadomesti vsak {\displaystyle x_{i}\,} z {\displaystyle x_{k}/x_{0}\,} in se množi z {\displaystyle x_{0}^{n}\,}, kjer je {\displaystyle n\,} stopnja {\displaystyle g_{i}\,}. Na ta način se dobi homogene polinomske funkcije, ki definirajo odgovarjajoče krivulje v projektivnem prostoru {\displaystyle \mathbb {P} ^{n}\,}. Za ravninske algebrske krivulje obstaja samo ena enačba, to je {\displaystyle f(x,y,z)=0\,}. Zgled: Fermatova krivulja {\displaystyle x^{n}+y^{n}-z^{n}=0\,} je projektivna krivulja.

## Primeri algebrskih krivulj

### Racionalne krivulje
Racionalna krivulja je vsaka krivulja, ki je biracionalno ekvivalentna premici. 

## Stožnice
Pomembna vrsta algebrskih krivulj so stožnice, ki so nesingularne krivulje stopnje 2 z rodom enakim nič. 

## Eliptične krivulje
Druga pomembna vrsta algebrskih krivulj so eliptične krivulje, ki pa so nesingularne z rodom 1. 